# Takayuki Mae
Takayuki Mae (jap. 前 貴之, Mae Takayuki; * 16. September 1993 in Sapporo, Präfektur Hokkaido) ist ein japanischer Fußballspieler.

## Karriere
Takayuki Mae erlernte das Fußballspielen in der Jugendmannschaft von Hokkaido Consadole Sapporo. 2011 spielte der Verein in der zweiten Liga, der J2 League. Als Jugendspieler kam er einmal in der zweiten Liga zum Einsatz. Ende 2011 wurde er mit dem Klub Tabellendritter und stieg in die erste Liga auf. 2012 unterschrieb er auch bei Sapporo seinen ersten Profivertrag. Nach nur einer Saison in der ersten Liga musste er Ende 2012 wieder den Weg in die Zweitklassigkeit antreten. Von August 2014 bis Dezember 2014 wurde er an den Zweitligisten Kataller Toyama ausgeliehen. Ende 2014 musste er mit dem Verein aus Toyama in die dritte Liga absteigen. 2015 spielte er einmal in der J.League U-22 Selection. Diese Mannschaft, die in der dritten Liga, der J3 League, spielte, setzte sich aus den besten Nachwuchsspielern der höherklassigen Vereine zusammen. Das Team wurde mit Blick auf die Olympischen Sommerspiele 2016 in Rio de Janeiro gegründet. Die Auswahl der Spieler erfolgte auf wöchentlicher Basis aus einem Pool, für den jeder Verein förderungswürdige Talente benennen konnte; die Zusammensetzung der Mannschaft variierte daher sehr stark von Spiel zu Spiel. 2016 feierte er mit Sapporo die Meisterschaft der zweiten Liga. Die Saison 2017 spielte er ebenfalls auf Leihbasis beim Renofa Yamaguchi FC. Mit dem Klub aus Yamaguchi spielte er in der zweiten Liga. Nach Ende der Ausleihe wurde er von Yamaguchi fest verpflichtet. Hier unterschrieb er einen Zweijahresvertrag. Nach Vertragsende wechselte er 2020 zum Erstligisten Yokohama F. Marinos nach Yokohama. Von August 2020 bis Saisonende wurde er vom Matsumoto Yamaga FC ausgeliehen. Mit dem Verein aus Matsumoto spielte er 24-mal in der zweiten Liga. Nach Ende der Ausleihe wurde er von Matsumoto im Februar 2021 fest unter Vertrag genommen. Nach Ende der Saison 2021 belegte er mit dem Verein den letzten Tabellenplatz und musste in die dritte Liga absteigen. Im August 2022 wechselte er zum Zweitligisten Renofa Yamaguchi FC. Hier stand er bis Saisonende 2024 unter Vertrag und bestritt 82 Ligaspiele. Im Januar 2025 wechselte er zum ebenfalls in der zweiten Liga spielenden JEF United Ichihara Chiba.

## Erfolge
Hokkaido Consadole Sapporo
- Japanischer Zweitligameister: 2016  ▲